# Global Times
Global Times – założony w 1993 chiński tygodnik. W 2009 pojawiło się anglojęzyczne wydanie. Tabloid jest wydawany przez Renmin Ribao należący do Komunistycznej Partii Chin.